# Wassen (schoonmaak)

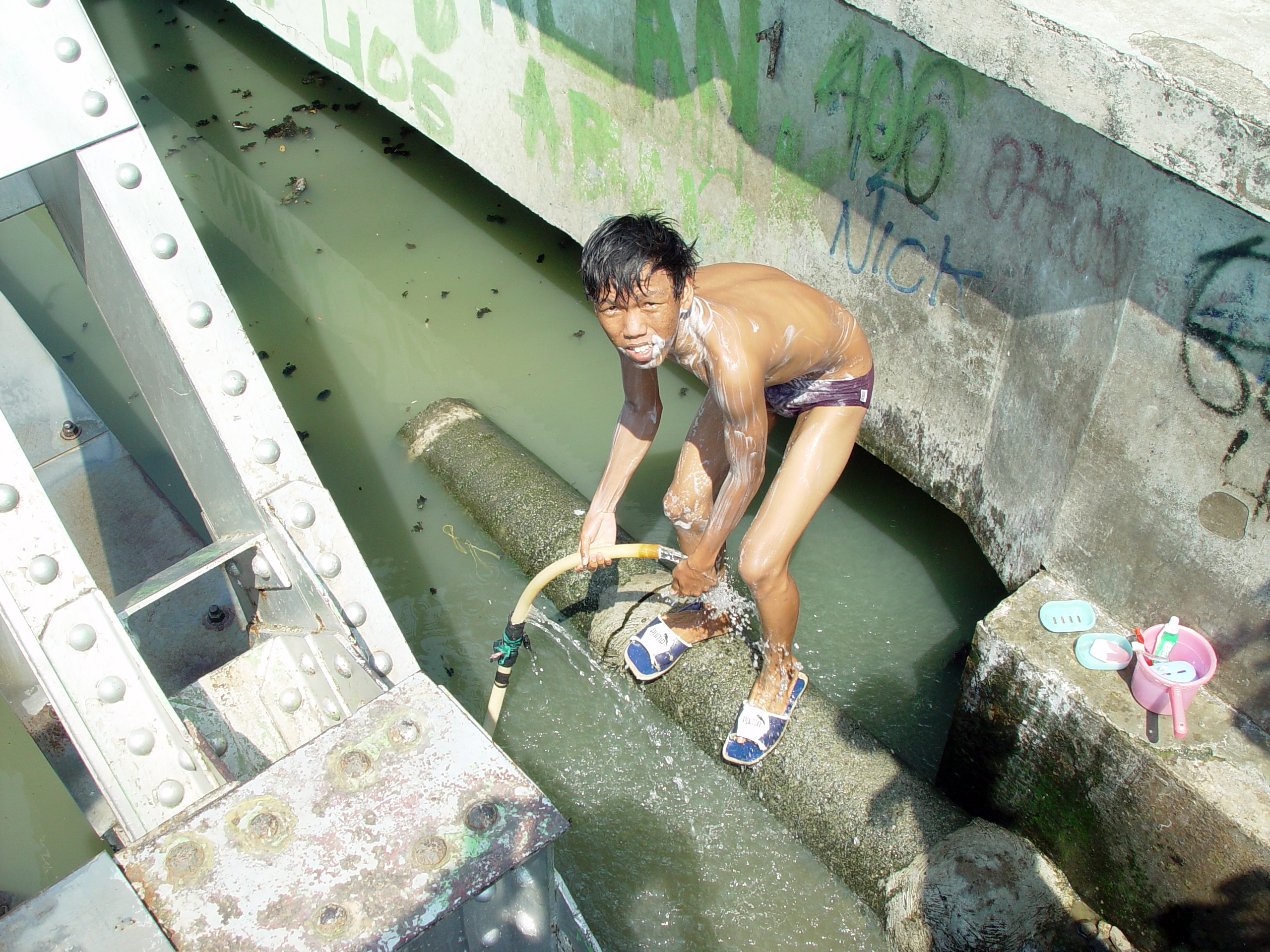
Jongen in Jakarta die zich wast

Wassen is schoonmaken met vrij veel water of een andere vloeistof. Vaak wordt daarbij, afhankelijk van wat men wast, een of andere vorm van zeep, shampoo, wasmiddel of afwasmiddel gebruikt.
Wassen bevordert de hygiëne. Zeep helpt bij de emulsificatie van olie en viezigheid, zodat het makkelijk weggespoeld kan worden. 